# Pomatocalpa
Pomatocalpa es un género de orquídeas epifitas originarias de Asia y del Pacífico. Comprende 62 especies descritas y de estas, solo 25 aceptadas.

## Taxonomía
El género fue descrito por Breda, Kuhl & Hasselt] y publicado en Genera et Species Orchidearum et Asclepiadearum t. 15. 1827. La especie tipo es: Pomatocalpa spicatum Breda, Kuhl & Hasselt	

## Especies aceptadas
A continuación se brinda un listado de las especies del género Pomatocalpa aceptadas hasta marzo de 2013, ordenadas alfabéticamente. Para cada una se indica el nombre binomial seguido del autor, abreviado según las convenciones y usos.
- Pomatocalpa angustifolium Seidenf.
- Pomatocalpa arachnanthe (Ridl.) J.J.Sm.
- Pomatocalpa armigerum (King & Pantl.) Tang & F.T.Wang
- Pomatocalpa bambusarum (King & Pantl.) Garay
- Pomatocalpa bhutanicum N.P.Balakr.
- Pomatocalpa bicolor (Lindl.) J.J.Sm.
- Pomatocalpa decipiens (Lindl.) J.J.Sm.
- Pomatocalpa diffusum Breda
- Pomatocalpa floresanum J.J.Sm.
- Pomatocalpa fuscum (Lindl.) J.J.Sm.
- Pomatocalpa grande Seidenf.
- Pomatocalpa incurvum (J.J.Sm.) J.J.Sm.
- Pomatocalpa kunstleri (Hook.f.) J.J.Sm.
- Pomatocalpa leucanthum (Schltr.) Schltr.
- Pomatocalpa linearipetalum J.J.Sm.
- Pomatocalpa macphersonii (F.Muell.) T.E.Hunt
- Pomatocalpa maculosum (Lindl.) J.J.Sm.
- Pomatocalpa marsupiale (Kraenzl.) J.J.Sm.
- Pomatocalpa parvum (Ridl.) J.J.Sm.
- Pomatocalpa simalurense J.J.Sm.
- Pomatocalpa sphaetophorum (Schltr.) J.J.Sm.
- Pomatocalpa spicatum Breda, Kuhl & Hasselt
- Pomatocalpa tonkinense (Gagnep.) Seidenf.
- Pomatocalpa truncatum (J.J.Sm.) J.J.Sm.
- Pomatocalpa undulatum (Lindl.) J.J.Sm.